# Conjetura Oesterlé–Masser
Em matemática, a conjetura Oesterlé–Masser ou conjetura abc é um problema em aberto em teoria dos números. Ela foi primeiramente proposta por Joseph Oesterlé  e David Masser  respetivamente em 1988 e 1985. A conjectura do ABC teve origem como resultado de tentativas de Oesterlé e Masser de entender a conjectura de Szpiro sobre curvas elípticas, que envolve estruturas mais geométricas em sua afirmação do que a conjectura abc. A conjectura abc mostrou-se equivalente à conjectura modificada de Szpiro.
Uma série de conjecturas famosas e teoremas na teoria dos números seguiriam imediatamente da conjectura abc ou de suas versões. Goldfeld (1996) descreveu a conjectura do ABC como "o problema não resolvido mais importante na análise diofantina".

## Prova de Mochizuki
Em agosto de 2012, o matemático Shinichi Mochizuki disponibilizou uma série de quatro artigos contendo uma séria alegação que ele tinha obtido uma demonstração da conjetura abc. Três anos depois, 2015, a prova de Mochizuki permanece no limbo matemático - nem desmentida nem aceita pela comunidade em geral. Mochizuki estimou que levaria a um estudante de graduação de matemática cerca de 10 anos para ser capaz de entender o seu trabalho, e muitos especialistas acreditam que levaria até mesmo um especialista em geometria aritmética cerca de 500 horas. Até agora, apenas quatro matemáticos dizem terem sido capazes de ler e entender a prova inteira.

## Caso Particular para a Conjectura do abc
Seja a,b,c ∈ N, de tal forma que temos c = b + a, ao fazer as operações necessárias chegaremos em {\displaystyle c^{2^{k}}=b^{2^{k}}+a.\prod _{i=1}^{k}(b^{2^{i-1}}+c^{2^{i-1}})} ou {\displaystyle c^{2^{k}}=b^{2^{k}}+a.\prod _{i=0}^{k-1}(b^{2^{i}}+c^{2^{i}})}, com k ∈ Ne i índice, onde rad[{\displaystyle c.b.a.\prod _{i=1}^{k}(b^{2^{i-1}}+c^{2^{i-1}})]>c^{2^{k}}} ou rad[{\displaystyle c.b.a.\prod _{i=0}^{k-1}(b^{2^{i}}+c^{2^{i}})]>c^{2^{k}}}. 

## Demonstração
Dado a equação c = b + a ao multiplicar ambos os lados por b resulta em  {\displaystyle c.b=b^{2}+a.b}, como b = c- a ao substituir no primeiro membro da igualdade temos {\displaystyle c.(c-a)=b^{2}+a.b} ⇒ {\displaystyle c^{2}-a.c=b^{2}+a.b} ⇒ {\displaystyle c^{2}=b^{2}+a.b+a.c}⇒ {\displaystyle c^{2}=b^{2}+a.(b+c)}( & ).

Ao Multiplicar ( & ) por {\displaystyle c^{2}} temos {\displaystyle c^{4}=b^{2}.c^{2}+a.c^{2}.(b+c)} ao substituir o   1ª {\displaystyle c^{2}} por {\displaystyle b^{2}+a.(b+c)}, temos {\displaystyle c^{4}=b^{2}.[b^{2}+a.(b+c)]+a.c^{2}.(b+c)} ⇒ {\displaystyle c^{4}=b^{4}+a.b^{2}.(b+c)+a.c^{2}.(b+c)} ⇒ {\displaystyle c^{4}=b^{4}+a.(b+c).(b^{2}+c^{2})} ( && ).

Ao Multiplicar ( && ) por {\displaystyle c^{4}} temos{\displaystyle c^{8}=b^{4}.c^{4}+a.c^{4}.(b+c).(b^{2}+c^{2})} ao substituir o  1ª {\displaystyle c^{4}} por {\displaystyle b^{4}+a.(b+c).(b^{2}+c^{2})}, temos {\displaystyle c^{8}=b^{4}.[b^{4}+a.(b+c).(b^{2}+c^{2})]+a.c^{4}.(b+c).(b^{2}+c^{2})} ⇒ {\displaystyle c^{8}=b^{8}+a.b^{4}.(b+c).(b^{2}+c^{2})+a.c^{4}.(b+c).(b^{2}+c^{2})} ⇒ {\displaystyle c^{8}=b^{8}+a.(b+c).(b^{2}+c^{2}).(b^{4}+c^{4})} ( &&& ).

Ao Multiplicar ( &&& ) por {\displaystyle c^{8}} temos {\displaystyle c^{16}=b^{8}.c^{8}+a.c^{8}.(b+c).(b^{2}+c^{2}).(b^{4}+c^{4})}ao substituir o  1ª   {\displaystyle c^{8}} por {\displaystyle b^{8}+a.(b+c).(b^{2}+c^{2}).(b^{4}+c^{4})}, temos {\displaystyle c^{16}=b^{8}.[b^{8}+a.(b+c).(b^{2}+c^{2}).(b^{4}+c^{4})]+a.c^{8}.(b+c).(b^{2}+c^{2}).(b^{4}+c^{4})} ⇒ {\displaystyle c^{16}=b^{16}+a.b^{8}.(b+c).(b^{2}+c^{2}).(b^{4}+c^{4})+a.c^{8}.(b+c).(b^{2}+c^{2}).(b^{4}+c^{4})} ⇒ {\displaystyle c^{16}=b^{16}+a.(b+c).(b^{2}+c^{2}).(b^{4}+c^{4}).(b^{8}+c^{8})} ( &&&& ).
Se continuarmos com a mesma lógica matemática teremos uma sequência no 1ª membro como {\displaystyle S_{k}(1):c^{1},c^{2},c^{4},c^{8},c^{16},...,c^{2^{k}}} com k≥0 ,o mesmo ocorre com o 2ª membro em relação a potência isso é {\displaystyle S_{k}(2):b^{1},b^{2},b^{4},b^{8},b^{16},...,b^{2^{k}}} com k≥0, note que a outra parte do 2ª membro temos; {\displaystyle a.(b+c).(b^{2}+c^{2}).(b^{4}+c^{4}).(b^{8}+c^{8}).(b^{16}+c^{16}).(b^{32}+c^{32})...(b^{2^{k-1}}+c^{2^{k-1}})} (Pro), mas ao ignorarmos a o restante é um produtório sendo assim podemos escrever (Pro) como  {\displaystyle Pro=a.\prod _{i=1}^{k}(b^{2^{i-1}}+c^{2^{i-1}})} ou {\displaystyle Pro=a.\prod _{i=0}^{k-1}(b^{2^{i}}+c^{2^{i}})}.
Portanto temos como equações:
{\displaystyle c^{2^{k}}=b^{2^{k}}+a.\prod _{i=1}^{k}(b^{2^{i-1}}+c^{2^{i-1}})} ou {\displaystyle c^{2^{k}}=b^{2^{k}}+a.\prod _{i=0}^{k-1}(b^{2^{i}}+c^{2^{i}})}, desde que c = b + a
Se caso c for primo temos que rad({\displaystyle c^{2^{k}}})=c, o mesmo para b se for primo rad({\displaystyle b^{2^{k}}})=b, caso algum seja um número composto teremos; 
{\displaystyle c=\prod _{j=1}^{\omega (c)}p_{j}^{\alpha _{j}}} ⇒ 
rad({\displaystyle c^{2^{k}}})=rad({\displaystyle c=\prod _{j=1}^{\omega (c)}p_{j}^{\alpha _{j}}}) {\displaystyle =p_{1}.p_{2}.p_{3}.p_{4}...p_{j}}, com {\displaystyle p_{j}} primos, de forma análoga temos rad({\displaystyle b^{2^{k}}})=rad({\displaystyle b=\prod _{j=1}^{\omega (b)}p_{j}^{\alpha _{j}}}) {\displaystyle =p_{1}.p_{2}.p_{3}.p_{4}...p_{j}}, todavia (Pro) já é composto então rad(Pro){\displaystyle =rad(rad(a).p_{1}.p_{2}.p_{3}.p_{4}...p_{j})} ≥ {\displaystyle q.p_{1}.p_{2}.p_{3}.p_{4}...p_{j}} . Onde rad(a)≥q com q um número primo. 
Então rad({\displaystyle a,b,c}) = rad({\displaystyle c^{2^{k}}.b^{2^{k}}.Pro}) ≥ {\displaystyle rad(c.b.a.rad(Pro))} {\displaystyle >c^{2^{k}}}. isso é valido pois c > b ou c > a e b ≥ a ou a ≥ b, já que c = b + a.

## Exemplo com Números
Possibilidades seja c=13 , então b + a, há uma finidade de combinação tipo b = 10 e a = 3 , b = 11 e a = 2, b = 9 e a = 4, b = 8 e a = 5, pode ser qualquer combinação nos naturais dede que c = b + a, o mais simples nesse caso é b=12 e a=1. 
Exemplo(1) dada a igualdade 13 = 7 + 6  então c=13, b=7 e a=6 ou 13 = 6 + 7 então c=13, a=7 e b=6 (Usando qualquer uma será valida), com k variando de 1 até 3, optando por c=13, b=7 e a=6 temos: 
Para k=1 isso é;
Para k=2 isso é;
Para k=3 isso é;

## Utilidade
Suponhamos que queremos encontrar certos divisores das diferenças de duas potências que tenham essas propriedades descritas anteriormente, exemplo o Pequeno Teorema de Fermat que é {\displaystyle a^{p-1}}≡{\displaystyle 1mod(p)}, com a ∈ Ζ e  p  primo, de forma algébrica isso é  ∃ t ∈ Z  tal que {\displaystyle t={\frac {a^{p-1}-1}{p}}}. 
Nesse caso do pequeno teorema de Fermat em relação a formula, temos a seguinte situação particular, transcrevendo a forma algébrica do pequeno teorema de Fermat para se adequar isso é {\displaystyle p-1=2^{k}} ⇒ {\displaystyle p=2^{k}+1}, como {\displaystyle c=a+b} gerou 
, então usando as adaptações isso é no lugar de c=a , b=1 , e a=p isso nos dar como fórmula; 
 Portanto  os divisores de {\displaystyle a^{p-1}-1} é  p  e {\displaystyle \prod _{i=1}^{k}(1+a^{2^{i-1}})=t}.
Para facilitar as operações a fórmula para o Pequeno Teorema de Fermat  pode ficar escrita como;
Isso significa se p não for primo então  t ∈ Q baseado no Teorema Pequeno teorema de Fermat. 

### Exemplo(1)
para k=1 então {\displaystyle p=2^{k}+1=2^{1}+1=3}
Satisfez a igualdade então 3 é primo.

### Exemplo(2)
para k=2 então {\displaystyle p=2^{k}+1=2^{2}+1=5}
Satisfez a igualdade então 5 é primo.
O que irão ver quando k=3 e k=5, é uma contradição do Pequeno teorema de Fermat, o que o pequeno Teorema de Fermat diz ? seja mdc(a,p)=1 isso é a e p primo entre se, então {\displaystyle p/(a^{p-1}-1)} ⇔ {\displaystyle p} for primo, intenda que mdc( p + 1 , p) = 1. 

### Exemplo(3)
para k=3 então {\displaystyle p=2^{k}+1=2^{3}+1=9}

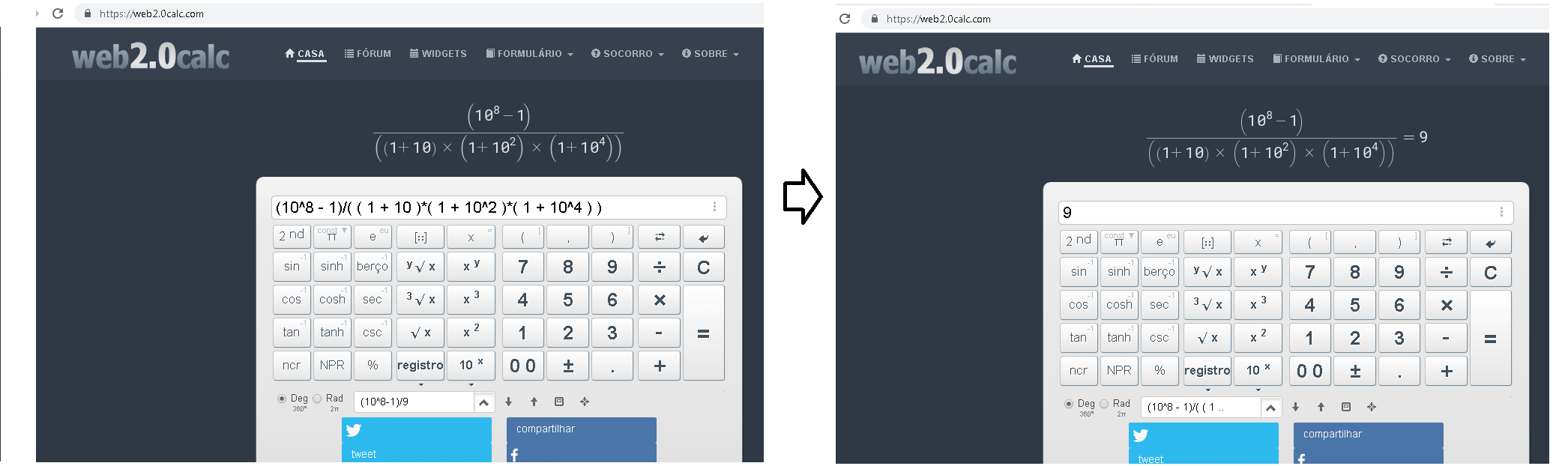
Calculo da contradição

Satisfez a igualdade porém 9 não é primo, note que o mdc(10,9)=1, então a divisão não era para ter resultado em um inteiro porém foi o que ocorreu então é uma falha no pequeno teorema de Fermat.

### Exemplo(4)
para k=4 então {\displaystyle p=2^{k}+1=2^{4}+1=17}

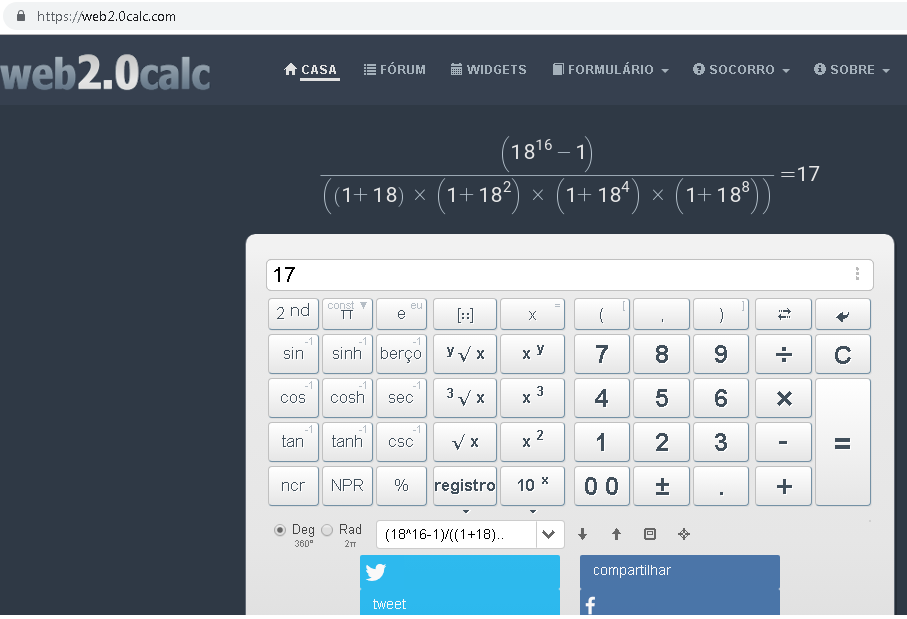
Quando k é 4

Satisfez a igualdade então 17 é primo.

### Exemplo(5)
para k=5 então {\displaystyle p=2^{k}+1=2^{5}+1=33}

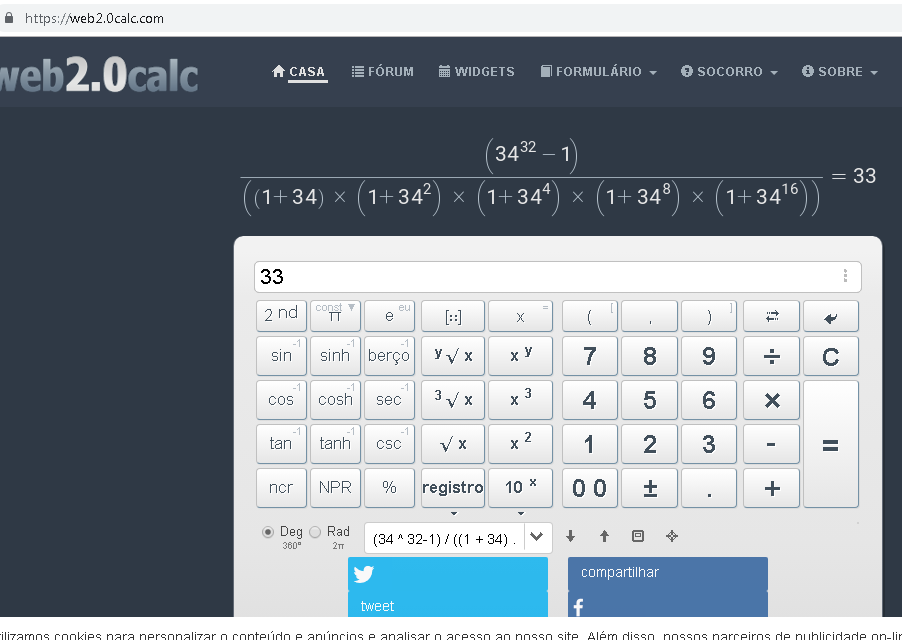
Quando k é 5

Satisfez a igualdade porém 33 não é primo, portanto outra falha do Pequeno Teorema de Fermat.

## Diferença de duas potências
Sempre que haver uma diferença de duas potências do tipo {\displaystyle c^{2^{k}}-b^{2^{k}}} é sempre divisível por  a  e {\displaystyle \prod _{i=1}^{k}(b^{2^{i-1}}+c^{2^{i-1}})} ou {\displaystyle \prod _{i=0}^{k-1}(b^{2^{i}}+c^{2^{i}})}, dito isso é só adaptar as as bases e expoentes necessário como foi feito para o Pequeno teorema de Fermat.  